# إيريني بيفيتي
إيريني بيفيتي (بالإيطالية: Irene Pivetti) (4 أبريل 1963)، هي صحفية وسياسية إيطالية. شغلت منصب رئيسة مجلس النواب الإيطالي ما بين 1994 و1996، وتعتبر ثاني امرأة تتقلد هذا المنصب بعد نيلدي يوتي.

## حياتها
والد إيريني هو المخرج باولو بيفيتي ووالدتها هي الممثلة غرازيا غابرييلي، لها أخت ممثلة أيضا تدعى فيرونيكا بيفيتي. وتعتبر إيريني الوحيدة في عائلتها المنخرطة سياسيا.
تخرجت في الفنون والفلسفة من جامعة القلب المقدس الكاثوليكية في ميلانو. وبعدها بقليل بدأت بالعمل في مجال الصحافة لصالح صحيفة الاستقلال (it) كمستشارة تحرير، ثم كمراسلة سياسية لصالح مجلة إيطاليا في أسبوع  (it)، من 1990 إلى 1994.
سنة 1988 تزوجت بالخبير الاقتصادي باولو تارانتا ثم انفصلا بعد 4 سنوات تحديدا سنة 1992. ثم تزوجت مرة ثانية بطالب يدعى ألبيرتو برامبيا يصغرها 10 سنوات، وأنجبت منه طفلان، وتطلقا سنة 2010.

## مشوارها السياسي

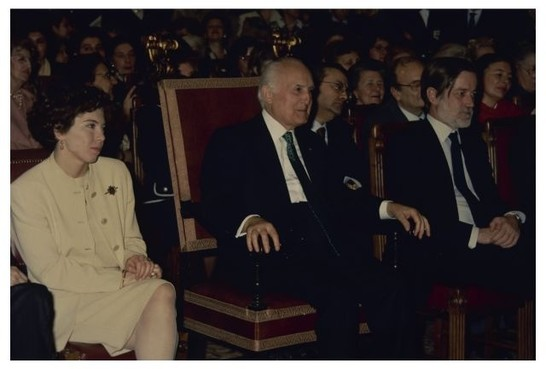
الذكرى الخمسين لتصويت المرأة

### رئاسة مجلس النواب الإيطالي
يومي 5 و6 أبريل 1992، تم انتخاب بيفيتي ضمن قائمة حزب رابطة الشمال في دائرة ميلان-بافيا. وبدعم من رابطة الشمال، ترشحت لرئاسة مجلس النواب نيابة عن مجموعتها البرلمانية، لكنها حصلت على أصوات أعضاء الحزب فقط.
تم إعادة انتخاب بافيتي لرئاسة المجلس في 25 مارس 1994، وهذه المرة، تم دعمها من مجموعتها البرلمانية زيادة على جميع الأحزاب التي تشكل الأغلبية البرلمانية الجديدة من وسط اليمين بقيادة سيلفيو برلسكوني. في 16 أبريل، وفي الجولة الرابعة من التصويت، تم انتخابها أخيرا رئيسة لمجلس النواب بعد أن حصدت 347 صوت من أصل 617، خلفا للشيوعي جورجو نابوليتانو. بسن ال31، أصبحت بيفيتي ثاني امرأة تنتخب رئيسة لمجلس النواب في البرلمان الإيطالي بعد نيلدي يوتي.
أعيد انتخابها كنائبة في دائرة فاريزي خلال الانتخابات البرلمانية في 21 أبريل 1996، فشلت إيرين بيفتي، بسبب الأغلبية التشريعية الجديدة من وسط اليسار، في الاحتفاظ برئاسة مجلس النواب، على الرغم من أنها مدعومة من نواب الرابطة. وخلفها مرشح الوسط اليساري، لوسيانو فيولانتي كرئيس لمجلس النواب.
استبعدت إيرين بيفتي من رابطة الشمال في عام 1996، وأسست الحركة الفدرالية إيطاليا الاتحادية (it)، التي تدعو إلى نظام فدرالي يتعارض مع الانفصال التام الذي ينادي به أومبيرتو بوسي. وهي واستمرت في إدارة الحزب حتى عام 1998.
منذ 2001 لم تبقى بيفيتي عضوة في المجلس، واستأنفت مهنتها كصحافية.